# 鉱石検波器

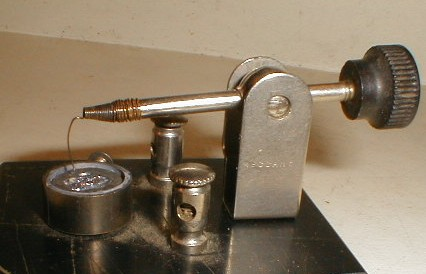
鉱石検波器。

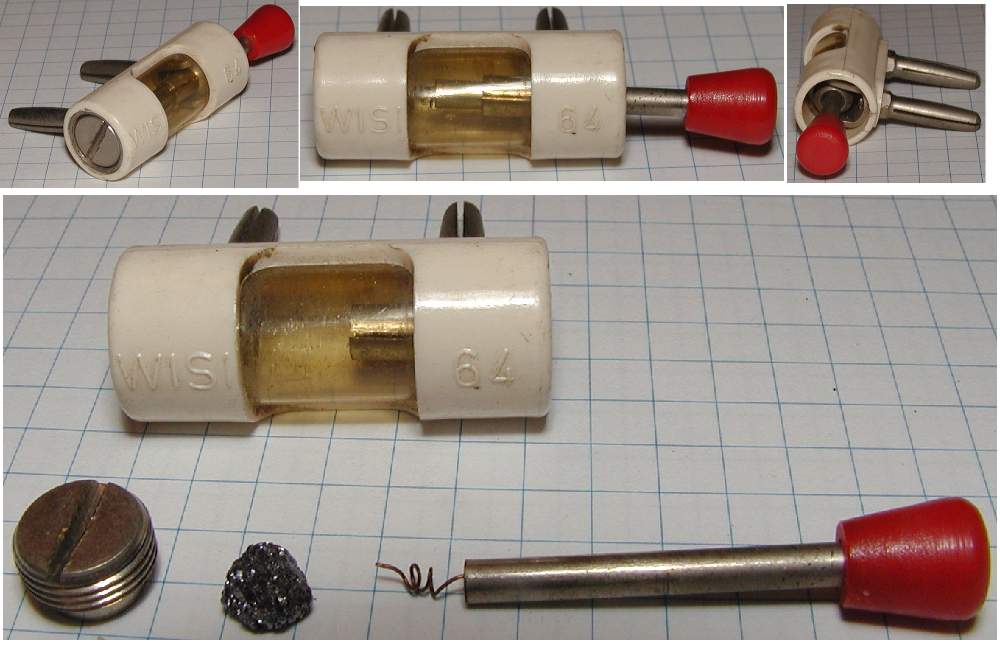
1960年代からの商業品種の結晶検波器。

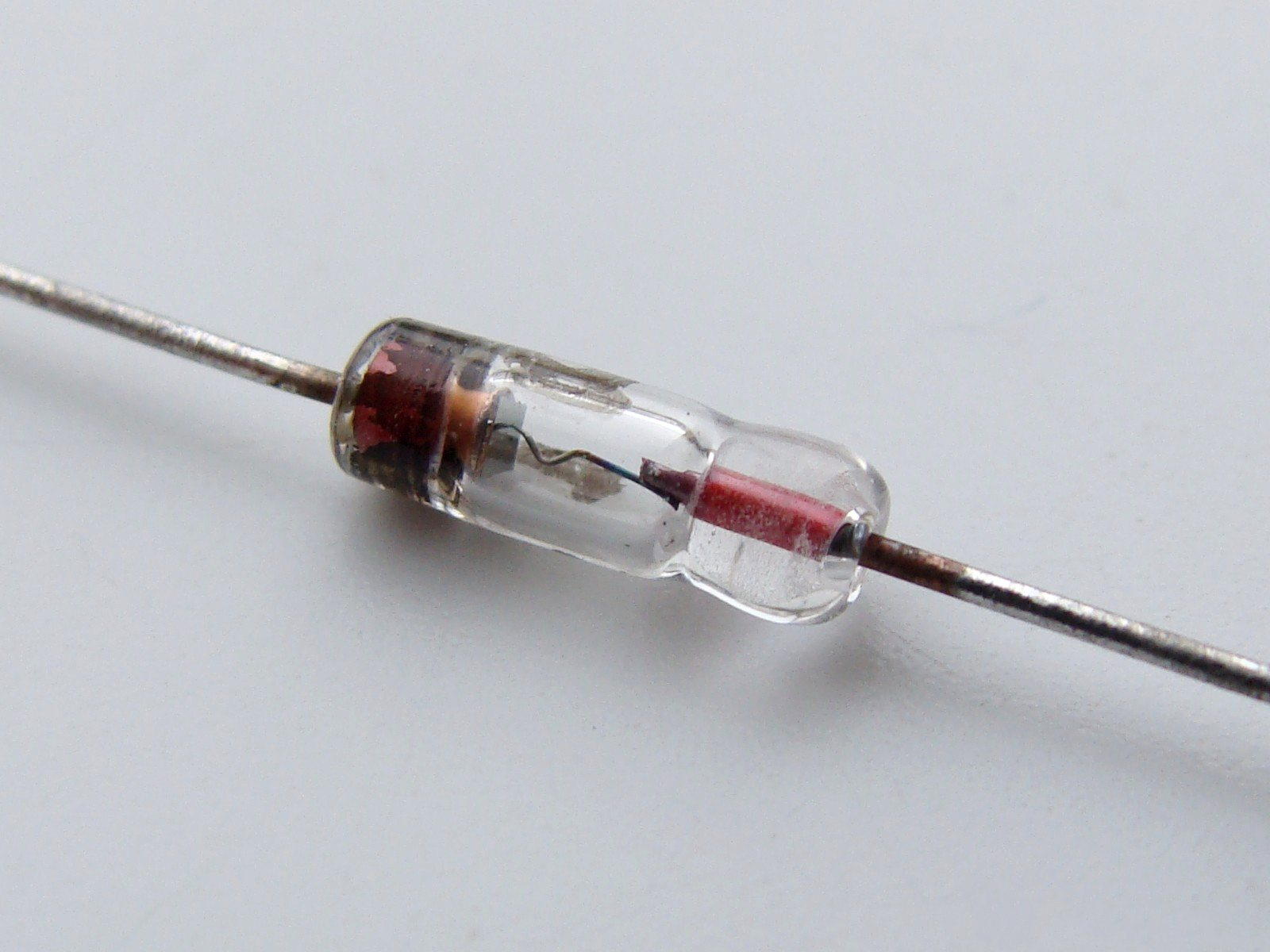
点接触型の構造がよく見える1N60ゲルマニウムダイオード。ゲルマニウム結晶にタングステンの細針を接触させ、ガラス管中に封止してある。ガラス管長約7mm（ただし、ゲルマニウムダイオードの特性はゲルマニウム固有の性質に由来する部分があり、鉱石検波器がショットキー障壁によるのとは必ずしも一致しない）

鉱石検波器（こうせきけんぱき）は、半導体の性質を有する鉱石に金属針を接触させ、ショットキー障壁による整流作用を利用する、一種のダイオードである。世界最初の半導体素子の実用化であり、点接触型ダイオード、ショットキーバリアダイオードの遠い先祖とも言える。金属針を用いず、異なる鉱石同士を接触させることでも同様に働くこともあるため、そのような構成のものもある。
1874年、ブラウンによって金属硫化物に金属針を接触させることにより整流作用が生じることが発見され、1904年、ボースが方鉛鉱に金属針を接触させたもので、検波器としての最初の特許を取得している。1906年、ピカードがシリコン結晶に金属針を接触させて使うことで特許を取得した。単結晶に金属針を接触させることにより比較的その特性が安定、ピカードの発明は広く実用に供されることになった。日本では、逓信省電気試験所の鳥潟右一がほぼ同時期に発明している。鉱石検波器は、世界中でほぼ同時期に少しずつタイプの異なるものがそれぞれ発明されているため「鉱石検波器の最初の発明者は誰である」といったように一般的に言うことはできない（もちろん、個々の発明品について、それを発明したのは誰、ということは（記録があるものについては）言える）。鉱石の、特に結晶が重要であることから、クリスタル検波器ともよばれるようになった。
初期の鉱石検波器は、方鉛鉱や黄鉄鉱などの天然鉱石に金属針を接触させ、ほぼ毎回、感度の良い部分を金属針を動かし探って用いる方式のものであり、不安定で調整の難しいものであった。現代の観点からすると、方鉛鉱や黄鉄鉱などの天然鉱石は、結晶方位不定の多結晶体であり、微視的には、粗い表面を持つ多結晶面に、粗い表面を持つ金属面を接触させていることになるため、不安定きわまりなくわずかな変化により桁違いに変化する。そのために、懸命に感度の良い部分を探すことになる。
また一度、感度の良い部分を見つけても、空気中に置かれている鉱石の表面、そして金属針の表面は容易に酸化や水酸化される。従って使用のたびに、金属針により鉱石の表面を引っかき、金属と半導体の界面を再生させて使わなければならないのである（巨視的にはそのように説明できるが、「ガリガリ引っ掻く」という操作は微視的には結晶に多数の欠陥を導入する、という操作でもあり完全な解明は研究途上である）。
従来のコヒーラとは異なり、無線電波を検出するだけではなく、整流作用により振幅変調の復調が可能であるため、無線電話の受信機に、さらには世界的にラジオ放送が始まるとラジオ受信機に多用された。
最初に発明された真空管である二極管により、BC帯や短波帯のラジオ用では置き換えられたが、真空管には電力を必要とする点から、電力を必要としない鉱石検波器は簡易なラジオ（鉱石ラジオ）に、あるいは周波数特性の点では当時の二極管よりも優れていたことから超短波以上の帯域の研究用などといった用途では併用されていた。
戦後は、トランジスタの発明により半導体工学・半導体技術が発展し、半導体ダイオードにより、従来技術の真空管や鉱石検波器やセレン整流器は置き換えられていった。しかし検波用には、鉱石検波器に構造が近い点接触ダイオードが長く使われてきたのは点接触ならではの、逆方向の静電容量が小さいという特性のためである。
鉱石検波器の動作は、ショットキーによるショットキー障壁による現象であるとして、その一端は解明された。しかしながら、微視的な詳細は21世紀に入っても未だ不明な部分があり、ショットキー素子を安定して製造することの難しさなど未完成の部分がある。工業的に安定したショットキー障壁の製造が容易となれば、低電力化という魅力的な可能性のある低電圧化を主に、半導体部品の能力の向上や、新たな半導体素子の発明につながることが期待できるため、その研究は現在も半導体の最先端分野として進められている。

## その他
トンネルダイオードやガン・ダイオードといった特殊な特性のダイオードには、高周波発振回路への利用法がある。その萌芽といえるものに、ヒューゴー・ガーンズバックが1919年12月のラジオ・アマチュア・ニュース（Radio Amateur News）誌上で真空管に代わる増幅素子の開発を呼びかけ、1920年代には鉱石を一種のトンネルダイオードとして使用した発振回路の開発が複数報告されたという事例があり、後の半導体エレクトロニクスの発展に向けた先進的な試みの一つである。